# Осквернение Корана

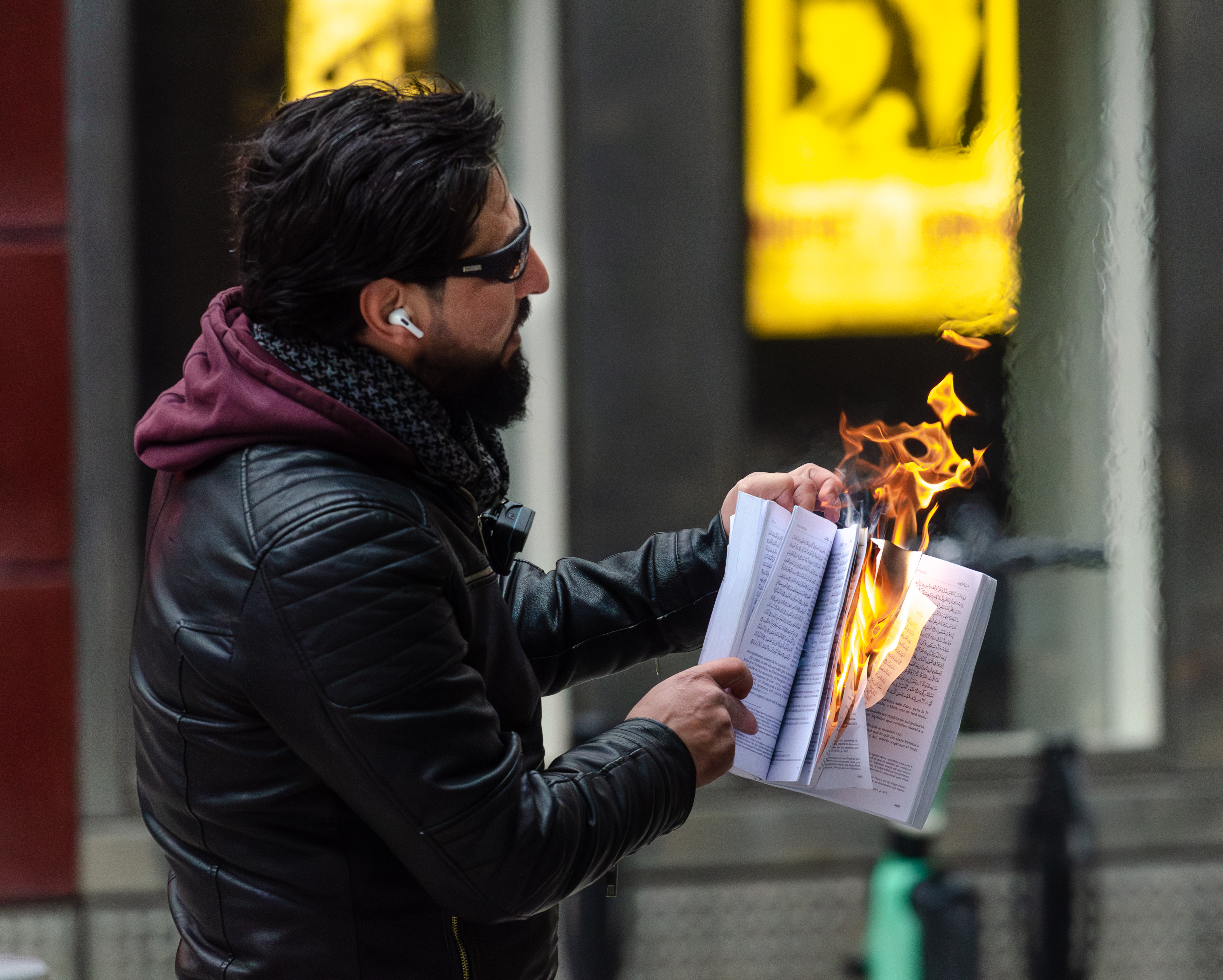
Салван Момика сжигает Коран

Оскверне́ние Кора́на — оскорбление Корана, воспринимаемое мусульманами как богохульство, которое выражается в порче или надругательстве над его материальными копиями.
Почитание Корана является важной составляющей ислама. Большинство традиционных исламских правовых школ (мазхабов) требует совершать ритуал омовения рук (вуду) до того, как мусульманин прикоснётся ими к Корану.
Переработка изношенных экземпляров Корана является животрепещущим вопросом для мусульман. Это вызвано тем, что в самом Коране нет чётких указаний на то, как следует поступать с истлевшими или повреждёнными текстами. Различные и противоречивые способы промышленной переработки были принятыми разными течениями и сектами. По мнению историка ислама Майкла Кука, одним из способов решения вопроса с износившимися экземплярами является бережное закапывание обёрнутого в ткань текста на святой земле, где он не будет потревожен постоянным хождением людей и не вступит в соприкосновение с какой-нибудь вредной примесью. Кроме того, книга может быть предана огню.
В некоторых странах осквернение Корана законодательство установлено как уголовное преступление, за которое положено пожизненное заключение (например согласно статье 295-Б Уголовного кодекса Пакистана) или же смертная казнь (например в Афганистане, Пакистане и Сомали).

## Резонансные инциденты
20 марта 2011 года христианский пастырь из США Терри Джонс провёл «суд над Кораном» в своей церкви в Гейнсвилле. Признав Коран виновным в «преступлениях против человечности», он был сожжён.  После этого протестующие в городе Мазари-Шариф на севере Афганистана и в других местах напали на Миссию Организации Объединенных Наций по оказанию помощи, убив по меньшей мере 30 человек, в том числе по меньшей мере семь сотрудников ООН, и ранив по меньшей мере 150 человек.
2023 год: серия согласованных с властями сожжений Корана в Стокгольме (Швеция) и Копенгагене (Дания), которые были проведены Салваном Момикой и Рассмусом Палуданом. Данные акции осудил Совет ООН по правам человека (СПЧ);  на фоне этих акций страны-члены Организации исламского сотрудничества (ОИС) рассматривали возможность введения эмбарго на покупку товаров из Швеции и Дании. По оценке финской телерадиокомпании Yle, эти акции стали частью кампании российских спецслужб, направленной против процесса вступления Финляндии и Швеции в НАТО. Причастность прокремлёвского журналиста Чанга Фрика к организации сожжения Корана также подтвердили в издании the Telegraph.
В феврале 2024 года за сожжении Корана Висаитовский суд Грозного приговорил к трём годам и шести месяцам колонии Никиту Журавеля.